# Bătălia de la Ekau
Bătălia de la Ekau a fost o bătălie din faza inițială a invaziei franceze a Rusiei. Trupele lui Napoleon din Corpul al X-lea pruso-francez al Mareșalului MacDonald, care erau în avantaj, au învins trupele lui Alexandru I care se apărau sub comanda generalului Löwis.

## Preludiu
În dimineața zilei de 18 iulie, generalul Löwis, comandantul forțelor ruse din Mitau, a primit vești despre ocuparea orașului Bauska⁠(d) de către Divizia a 27-a prusacă a generalului Grawert⁠(d). Generalul Löwis, urmărind să împiedice deplasarea armatei napoleoniene spre Riga, a luat o poziție la castelul Gross-Ekau. La rândul său, generalul Grawert i-a făcut cunoscut generalului Kleist, care se afla cu forțele sale la est, despre ce s-a întâmplat. Grawert a decis să-i atace pe rușii de pe front, ordonând coloanei lui Kleist să flancheze și să îndepărteze detașamentul lui Löwis. Împăratul Alexandru I, care s-a aflat tot timpul cu Armata 1 Vest, împreună cu alaiul său a plecat la Sankt Petersburg în noaptea de 7 (19) iulie.

## Bătălie
În dimineața zilei de 19 iulie, generalul Grawert a lansat un atac de artilerie. Apoi a trimis regimentul 4 de cuirasieri Westfalian să atace pozițiile rusești. Până la ora 18:30 pe 7 iulie (19), pușcașii prusaci au stabilit un cap de pod pe malul drept al râului Ekau și au capturat podul. La ora 19, Grawert a stabilit contactul cu Kleist, care se apropiase de la est, și și-a plasat trupele de ambele părți ale drumului spre Riga.
Kleist a atacat din mișcare flancul stâng al rușilor și, după o luptă tensionată, a preluat poziția lor. Apoi Kleist cu două batalioane a pătruns în așezarea Ekau. Prusacii au reușit să zdrobească două batalioane rusești și să captureze steagul Batalionului 2 al Regimentului de Infanterie Revel.
La ora 22:00 Löwis a lansat un contraatac, dar nu a reușit să întoarcă soarta bătăliei. Ca urmare, trupele sale s-au retras la Riga, prusacii nu i-au urmărit.
Unitățile de care dispunea Löwis erau lipsite de experiență, lente în a face schimbări tactice. 

## Urmări
Importanța strategică a bătăliei s-a redus la faptul că trupele alese ale lui Löwis, destinate să protejeze Riga, au fost înfrânte. Aceasta a obligat forțele ruse să părăsească tot malul stâng al Dvinei de Vest și, ca măsură preventivă, să incendieze suburbia Mitau din Riga.

## Moștenire
La aniversarea a 195 de ani de la bătălie, cluburile istorice militare din Letonia, Rusia, Polonia și Lituania au organizat o punere în scenă costumată a bătăliei. În 2012, la aniversarea a 200 de ani de la bătălie, Comitetul jubiliar public din Letonia care comemora Războiul Patriotic din 1812 în Riga a publicat cartea lui Oleg Pukhlyak Bătălia de la Gross Ekau.